# Grofovi Novi Kneževac
I Grofovi Novi Kneževac sono una squadra di football americano di Novi Kneževac, in Serbia, fondata nel 2006. Dal 2015 sono attivi solo nel flag football.

## Dettaglio stagioni

### Tornei nazionali

#### Campionato

##### Superliga
| Stagione | regular season | regular season | regular season | regular season | regular season | regular season | playoff | playoff | playoff | playoff | playoff | playoff   | playoff    |
|          | Vin            | Par            | Per            | Tot            | PF             | PS             | Vin     | Per     | Tot     | PF      | PS      | risultato | avversaria |
| -------- | -------------- | -------------- | -------------- | -------------- | -------------- | -------------- | ------- | ------- | ------- | ------- | ------- | --------- | ---------- |
| 2011     | 3              | 0              | 3              | 6              | 148            | 114            | -       | -       | -       | -       | -       | -         | -          |
| Totale   | 3              | 0              | 3              | 6              | 148            | 114            | -       | -       | -       | -       | -       |           |            |

Fonti: Enciclopedia del Football - A cura di Roberto Mezzetti

##### Prva Liga
| Stagione | regular season | regular season | regular season | regular season | regular season | regular season | playoff | playoff | playoff | playoff | playoff | playoff   | playoff    |
|          | Vin            | Par            | Per            | Tot            | PF             | PS             | Vin     | Per     | Tot     | PF      | PS      | risultato | avversaria |
| -------- | -------------- | -------------- | -------------- | -------------- | -------------- | -------------- | ------- | ------- | ------- | ------- | ------- | --------- | ---------- |
| 2012     | 1              | 0              | 7              | 8              | 85             | 265            | -       | -       | -       | -       | -       | -         | -          |
| 2013     | 0              | 0              | 5              | 5              | 39             | 133            | -       | -       | -       | -       | -       | -         | -          |
| 2014     | 2              | 0              | 4              | 6              | 80             | 175            | -       | -       | -       | -       | -       | -         | -          |
| Totale   | 3              | 0              | 16             | 19             | 204            | 573            | -       | -       | -       | -       | -       |           |            |

Fonti: Enciclopedia del Football - A cura di Roberto Mezzetti